# I pazzi per progetto
I pazzi per progetto es una farsa en un acto con música de Gaetano Donizetti y libreto en italiano de Domenico Gilardoni. Se estrenó en el Teatro del Fondo, Nápoles, el 7 de febrero de 1830. 
Se representó unas cuantas veces más en Nápoles y Palermo, y luego olvidado hasta 1977, con una nueva revisión editada por el maestro Bruno Rigacci de Florencia. Se representó de nuevo en el Festival Internacional de Ópera de Barga en 1977, logrando un resonante éxito con el público y los críticos. 
En la primera representación de 1830 en Nápoles, algunos grandes cantantes de la época, como Boccabadati y Luigi Lablache, lo interpretaron en un acto benéfico, y pese a lo excepcional del reparto la asistencia de público fue realmente muy escasa. La obra, llevada adelante por dos mujeres curiosamente rodeadas por cinco voces pesadas, fue dividida en siete números unidos por recitativos secos o acompañados, reveló el más maduro estilo de farsa del gran compositor de Bérgamo, con los personajes y formas típicas de ese estilo.
En las estadísticas de Operabase aparece con sólo una representación en el período 2005-2010.